# Ablefarus panoński
Ablefarus panoński, okularowiec panoński (Ablepharus kitaibelii) – gatunek jaszczurki z rodziny scynkowatych (Scincidae). Mała, smukła, o szeroko rozstawionych, krótkich nogach. Grzbiet metalicznie błyszczący, brązowy lub oliwkowy, brzuch – zielonkawy lub niebieskawy. Występuje w krajach bałkańskich, na wyspach na Morzu Jońskim i Egejskim, w europejskiej i azjatyckiej części Turcji, południowej części Słowacji i na Węgrzech.